# Cairano
Cairano is een gemeente in de Italiaanse provincie Avellino (regio Campanië) en telt 392 inwoners (31-12-2004). De oppervlakte bedraagt 13,8 km², de bevolkingsdichtheid is 32 inwoners per km².

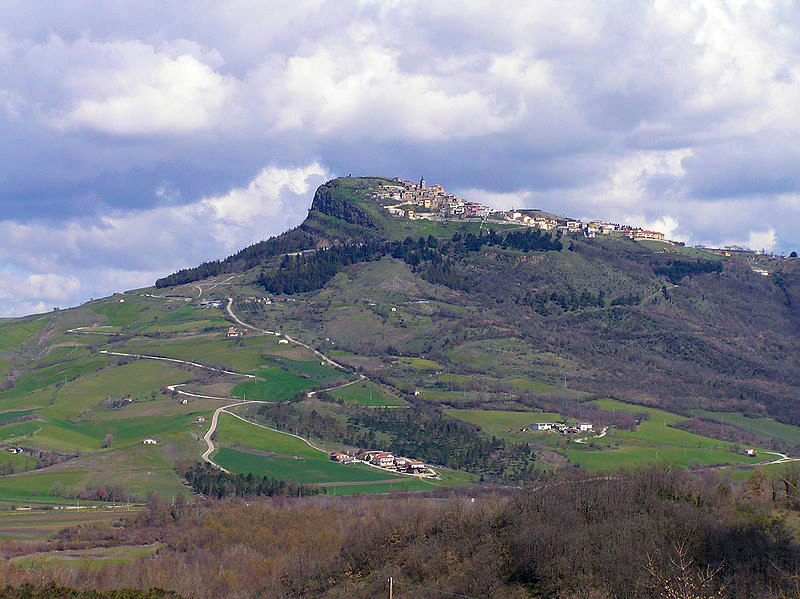
Cairano
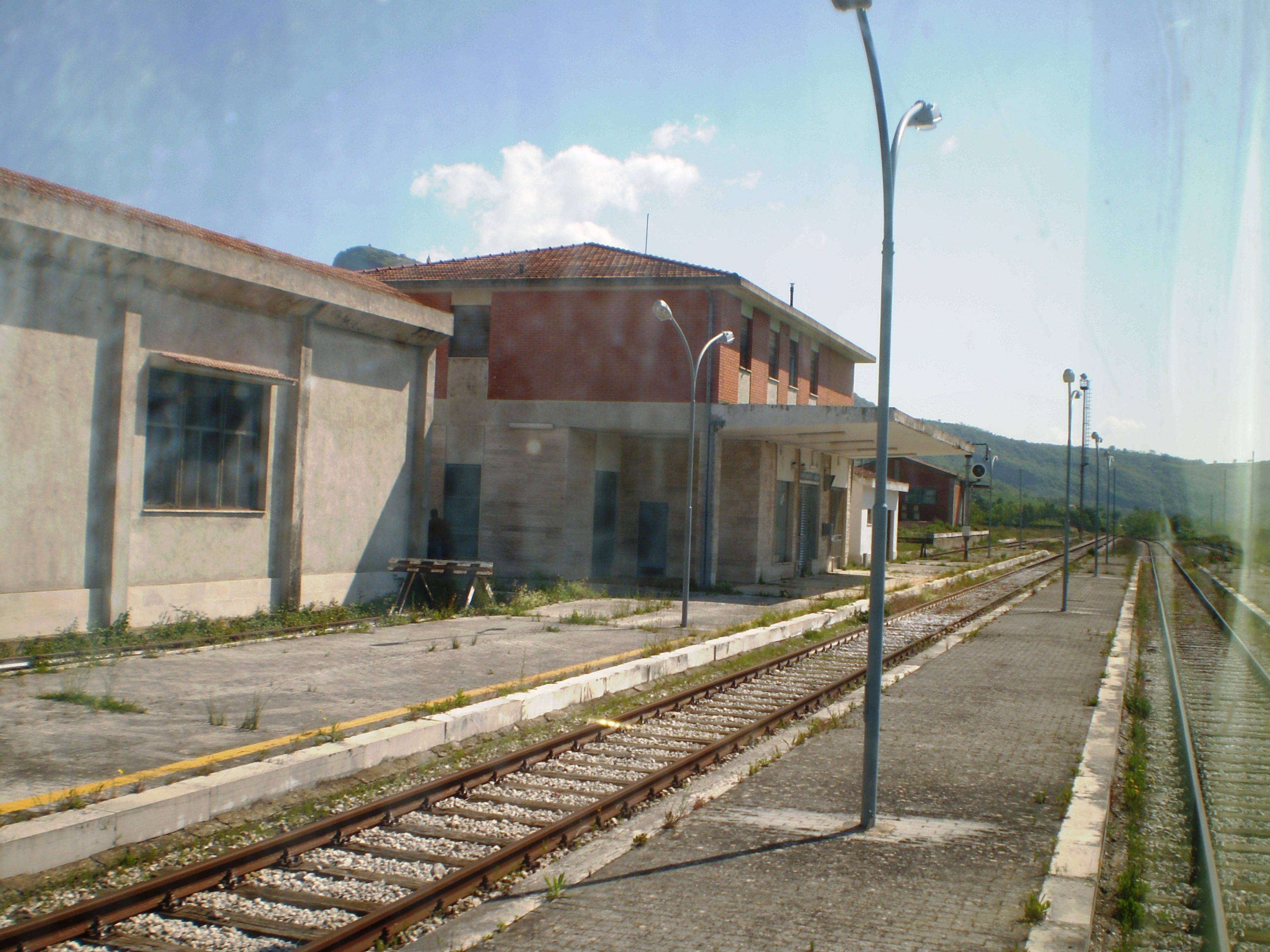
Station Conza-Andretta-Cairano

## Demografie
Cairano telt ongeveer 190 huishoudens. Het aantal inwoners daalde in de periode 1991-2001 met 26,1% volgens cijfers uit de tienjaarlijkse volkstellingen van ISTAT.
| Jaar | Inwoneraantal |
| ---- | ------------- |
| 1991 | 556           |
| 2001 | 411           |

## Geografie
Cairano grenst aan de volgende gemeenten: Andretta, Calitri, Conza della Campania, Pescopagano (PZ).

## Geboren in Cairano
- Franco Dragone (1952-2022), Belgisch regisseur en zakenman